# Beussent
Beussent és un municipi francès situat al departament del Pas de Calais i a la regió dels Alts de França. L'any 2007 tenia 479 habitants.

## Demografia

### Població
El 2007 la població de fet de Beussent era de 479 persones. Hi havia 177 famílies de les quals 38 eren unipersonals (15 homes vivint sols i 23 dones vivint soles), 65 parelles sense fills, 70 parelles amb fills i 4 famílies monoparentals amb fills.
La població ha evolucionat segons el següent gràfic:
Habitants censats

### Habitatges
El 2007 hi havia 224 habitatges, 180 eren l'habitatge principal de la família, 30 eren segones residències i 14 estaven desocupats. 220 eren cases i 2 eren apartaments. Dels 180 habitatges principals, 141 estaven ocupats pels seus propietaris, 38 estaven llogats i ocupats pels llogaters i 1 estava cedit a títol gratuït; 6 tenien dues cambres, 23 en tenien tres, 46 en tenien quatre i 105 en tenien cinc o més. 146 habitatges disposaven pel capbaix d'una plaça de pàrquing. A 84 habitatges hi havia un automòbil i a 87 n'hi havia dos o més.

### Piràmide de població
La piràmide de població per edats i sexe el 2009 era:
| Homes | Edats   | Dones |
| ----- | ------- | ----- |
| 0     | 95 o +  | 0     |
| 0     | 90 a 94 | 0     |
| 0     | 85 a 89 | 0     |
| 0     | 80 a 84 | 4     |
| 16    | 75 a 79 | 4     |
| 12    | 70 a 74 | 12    |
| 16    | 65 a 69 | 20    |
| 4     | 60 a 64 | 16    |
| 8     | 55 a 59 | 4     |
| 12    | 50 a 54 | 16    |
| 16    | 45 a 49 | 12    |
| 8     | 40 a 44 | 12    |
| 24    | 35 a 39 | 24    |
| 8     | 30 a 34 | 4     |
| 24    | 25 a 29 | 20    |
| 12    | 20 a 24 | 24    |
| 32    | 15 a 19 | 12    |
| 24    | 10 a 14 | 8     |
| 12    | 5 a 9   | 12    |
| 4     | 0 a 4   | 4     |

## Economia
El 2007 la població en edat de treballar era de 314 persones, 218 eren actives i 96 eren inactives. De les 218 persones actives 211 estaven ocupades (122 homes i 89 dones) i 7 estaven aturades (3 homes i 4 dones). De les 96 persones inactives 34 estaven jubilades, 23 estaven estudiant i 39 estaven classificades com a «altres inactius».

### Ingressos
El 2009 a Beussent hi havia 182 unitats fiscals que integraven 509 persones, la mediana anual d'ingressos fiscals per persona era de 14.850 €.

### Activitats econòmiques
Dels 20 establiments que hi havia el 2007, 2 eren d'empreses alimentàries, 6 d'empreses de construcció, 5 d'empreses d'hostatgeria i restauració, 1 d'una empresa financera, 1 d'una empresa immobiliària, 2 d'empreses de serveis, 2 d'entitats de l'administració pública i 1 d'una empresa classificada com a «altres activitats de serveis».
Dels 11 establiments de servei als particulars que hi havia el 2009, 1 era un taller de reparació d'automòbils i de material agrícola, 3 fusteries, 2 electricistes, 1 empresa de construcció, 1 perruqueria i 3 restaurants.
L'any 2000 a Beussent hi havia 17 explotacions agrícoles que ocupaven un total de 728 hectàrees.

## Equipaments sanitaris i escolars
El 2009 hi havia una escola elemental integrada dins d'un grup escolar amb les comunes properes formant una escola dispersa.

## Poblacions més properes
El següent diagrama mostra les poblacions més properes.